# 埃塞尔瓦勒孔布
埃塞尔瓦勒孔布（法語：Esserval-Combe，法語發音：[ɛsɛʁval kɔ̃b]）是法国汝拉省的一个旧市镇，属于隆斯勒索涅区。2016年，埃塞尔瓦勒孔布与市镇米耶日和莫尔普雷合并为新的米耶日。

## 地理
埃塞尔瓦勒孔布（46°48'4"N, 6°2'24"E）面积1.76 平方千米，位于法国勃艮第-弗朗什-孔泰大區汝拉省，该省份为法国东部内陆省份，北起上索恩省，西北接科多尔省，西临索恩-卢瓦尔省，南至安省，东与杜省和瑞士接壤。
与埃塞尔瓦勒孔布接壤的市镇（或旧市镇、城区）包括：埃塞尔瓦勒塔特尔、桑索、米耶日、普莱尼斯。
埃塞尔瓦勒孔布的时区为UTC+01:00、UTC+02:00（夏令时）。

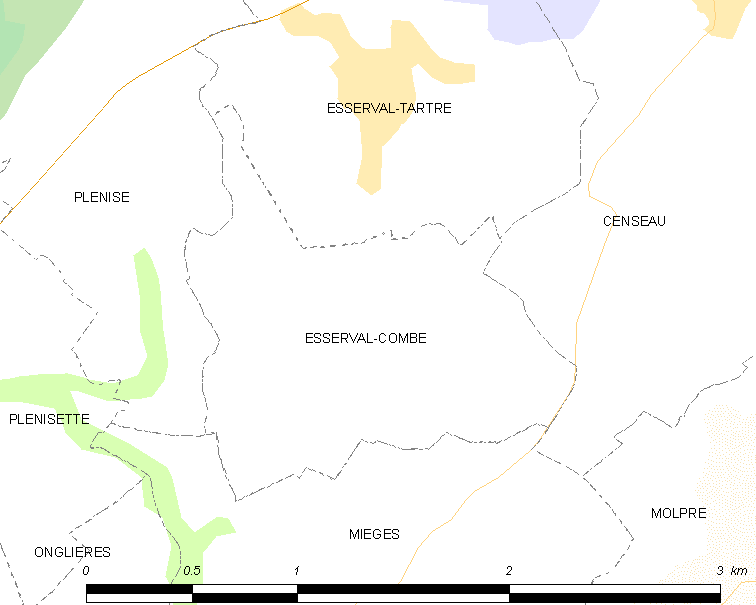
埃塞尔瓦勒孔布的OSM定位图

## 行政
埃塞尔瓦勒孔布的邮政编码为39250，INSEE市镇编码为39213。

## 政治
埃塞尔瓦勒孔布所属的省级选区为圣洛朗昂格朗沃县。

## 人口

1962-2008年间埃塞尔瓦勒孔布人口变化图示

埃塞尔瓦勒孔布于2018年1月1日时的人口数量为26人。